# Franz Josef Gerstner
Franz Josef Gerstner (txec: František Josef Gerstner)  (Chomutov, 22 de febrer de 1756 - Mladějov, 25 de juny de 1832) va ser un matemàtic, astrònom i enginyer txec.

## Vida i obra
Nascut a la ciutat de Chomutov, fill d'un fabricant d'arnesos, va ser escolaritzat al col·legi jesuïta de la seva vila natal. El 1772 va ingressar a la universitat Carolina de Praga (en aquell temps, universitat Carles Ferran) per estudiar física i matemàtiques. El 1776 va presentar la seva tesi d'astronomia i el 1777 la seva tesi sobre el principis de Newton. A continuació va voler canviar d'orientació i va marxar a Viena per estudiar medicina, però va acabar treballant a l'Observatori Astronòmic de la Universitat de Viena.
El 1788 va retornar a Praga per a ser professor de matemàtiques i mecànica a la Universitat Carolina, El seu prestigi com enginyer va fer que, seguint les idees sobre lliure circulació de bens de Maria Teresa I d'Àustria, comencés a treballar en un projecte de comunicació dels rius Moldava i Danubi que, finalment, es va convertir en la segona línia de ferrocarril construïda a Europa: el ferrocarril de Linz a Budweiss. En aquest mateix sentit reformista, també va col·laborar a partir de 1799 amb el conseller imperial von Rottenham en la reforma del currículum acadèmic de l'ensenyament secundari, tot i que les seves propostes no van ser totalment implementades.
El 1802 va publicar una interessant solució del problema de les onades d'aigua, en el que donava solució a l'equació d'Euler, considerant les equacions lagrangianes del moviment.
A partir de 1806 va ser l'encarregat de dirigir el Politècnic de Praga (actualment Universitat Tècnica de Praga), cosa que va fer gairebé fins al dia de la seva mort el 1832. El seu fill, Franz Anton von Gerstner, va ser un notable enginyer ferroviari que va treballar per tot el món, sobre tot als Estats Units d'Amèrica.
La seva obra més notable va ser un tractat de mecànica en tres volums titulat Handbuch der Mechanik, publicats respectivament el 1831, el 1832 i, de forma pòstuma, el 1834.